# Engelbert Dörbandt
Engelbert Dörbandt (2 de febrero de 1949) es un deportista alemán que compitió para la RFA en judo. Ganó cuatro medallas en el Campeonato Europeo de Judo entre los años 1970 y 1978.
Participó en los Juegos Olímpicos de Múnich 1972, donde finalizó quinto en la categoría de –70 kg.

## Palmarés internacional
| Campeonato Europeo | Campeonato Europeo    | Campeonato Europeo | Campeonato Europeo |
| Año                | Lugar                 | Medalla            | Categoría          |
| ------------------ | --------------------- | ------------------ | ------------------ |
| 1970               | Berlín Oriental (RDA) | Medalla de bronce  | –70 kg             |
| 1973               | Madrid (España)       | Medalla de plata   | –70 kg             |
| 1974               | Londres (Reino Unido) | Medalla de bronce  | –70 kg             |
| 1978               | Helsinki (Finlandia)  | Medalla de plata   | –71 kg             |